# Mindong
Le mindong (ou langue min orientale, littéralement « langue de l'Est de la rivière Min », chinois simplifié : 闽东语 ; chinois traditionnel : 閩東語 ; pinyin : Mǐndōng yǔ, BUC : Mìng-dĕ̤ng-ngṳ̄) est une langue chinoise principalement parlée dans la partie orientale de la province du Fujian (chinois: 福建, BUC: Hók-gióng) en République populaire de Chine. Il compte 10 297 520 locuteurs dans le Monde et environ 10 millions en 2017 en République populaire de Chine. Le dialecte de Fuzhou (Fuzhou est la capitale de la province du Fujian) est considéré comme la forme standard du mindong.